# 2007年至2008年波士頓凱爾特人賽季
2007-08 波士頓凱爾特人賽季是波士頓凱爾特人在NBA聯盟中的第62個賽季。

## 選秀
31號新秀：加布·普鲁特
35號新秀：格倫·戴維斯 {由西雅圖超音速（后來的俄克拉何马城雷霆）交易至本隊}

## 球員

### NBA 07-08赛季 波士顿塞尔提克 首发阵容
- 中锋：肯德里克·帕金斯
- 大前锋：凯文·加内特
- 小前锋：保罗·皮尔斯( 隊長 )
- 得分后卫：雷·阿伦
- 组织后卫：拉简·朗多

## 常規賽

### 常規賽排名
波士頓凱爾特人 66胜16负 胜率0.805 主场35胜6负 客场31胜10负 常規賽冠軍
| 球隊           | 勝 | 負 | 勝率 | 勝差 |
| -------------- | -- | -- | ---- | ---- |
| 波士頓塞爾特人 | 66 | 16 | .805 | -    |
| 多倫多速龍     | 41 | 41 | .500 | 25   |
| 費城76人       | 40 | 42 | .494 | 26   |
| 新澤西籃網     | 34 | 47 | .415 | 32   |
| 紐約尼克       | 23 | 59 | .280 | 43   |

## 季後賽

### 比賽記錄
2008年NBA季后賽
2008年NBA總決賽

## 獎項和紀錄
2008年NBA總冠軍

### 紀錄
一個賽季之內，進步42個胜場。

### 里程碑
由2007年的常規賽墊底，一躍成爲2008年的常規賽冠軍兼總冠軍。

## 交易

### 自由球員
| 球員 | 舊球隊 |

| 球員 | 舊球隊 |